# Верхнедобринское сельское поселение (Камышинский район)
Верхнедо́бринское се́льское поселе́ние — муниципальное образование в составе Камышинского района Волгоградской области.
Административный центр — село Верхняя Добринка.

## История
Верхнедобринское сельское поселение образовано 5 марта 2005 года в соответствии с Законом Волгоградской области № 1022-ОД.

## Население
| 2010  | 2012  | 2013  | 2014  | 2015  | 2016  | 2017  |
| ----- | ----- | ----- | ----- | ----- | ----- | ----- |
| 1725  | ↘1695 | ↘1687 | ↘1671 | ↘1666 | ↘1651 | ↘1635 |
| 2018  | 2019  | 2020  | 2021  |       |       |       |
| ↗1650 | ↘1635 | ↘1597 | ↘1589 |       |       |       |

## Состав сельского поселения
| № | Населённый пункт                       | Тип населённого пункта       | Население |
| - | -------------------------------------- | ---------------------------- | --------- |
| 1 | Верхняя Добринка                       | село, административный центр | 1261      |
| 2 | Галка                                  | село                         | ↘207      |
| 3 | Нагорный                               | посёлок                      | 174       |
| 4 | Посёлок фермы № 3 совхоза «Добринский» | посёлок                      | 83        |

### Упразднённые населённые пункты
- Посёлок фермы № 2 совхоза «Добринский» — упразднённый в 2007 году  посёлок[13].